# Iván Ania
Iván Ania Cadavieco (Oviedo, 24 ottobre 1977) è un allenatore di calcio ed ex calciatore spagnolo, di ruolo centrocampista, tecnico del Córdoba.

## Carriera

### Club
Ha sempre giocato per club spagnoli.

### Nazionale
Ha rappresentato la nazionale spagnola Under-20 ai Mondiali del 1997 e quella Under-21 all'Europeo del 2000.

## Palmarès

### Allenatore

#### Competizioni nazionali
- Tercera División: 1

2015-2016